# Calibre (програма)
Calibre — вільний крос-платформовий застосунок для читання, створення та зберігання в електронній бібліотеці електронних книг різного формату.  
Calibre автоматизує основні операції з підтримання колекції електронних книг: дозволяє здійснювати навігацію по бібліотеці, читання книг, перетворення форматів, синхронізацію з портативними пристроями на яких здійснюється читання, перегляд новин про появу новинок на популярних вебресурсах. 
До складу також входить реалізація сервера для організації доступу до домашньої колекції з будь-якої точки Мережі.
Програма має можливість синхронізації з пристроями для читання електронних книг більше дюжини різних виробників, включаючи Amazon, Android, Apple, Barnes & Noble. 
Спочатку calibre називався libprs500, але був перейменований 2008 року.

## Виноски
1. ↑  calibre - Про модуль. calibre-ebook.com. Процитовано 5 березня 2024.